# Radicaal 195
Van de in totaal 214 Kangxi-radicalen heeft radicaal 195 de betekenis vis. Het is een van de zes radicalen die bestaat uit elf strepen.
In het Kangxi-woordenboek zijn er 571 karakters die dit radicaal gebruiken.

## Karakters met het radicaal 195

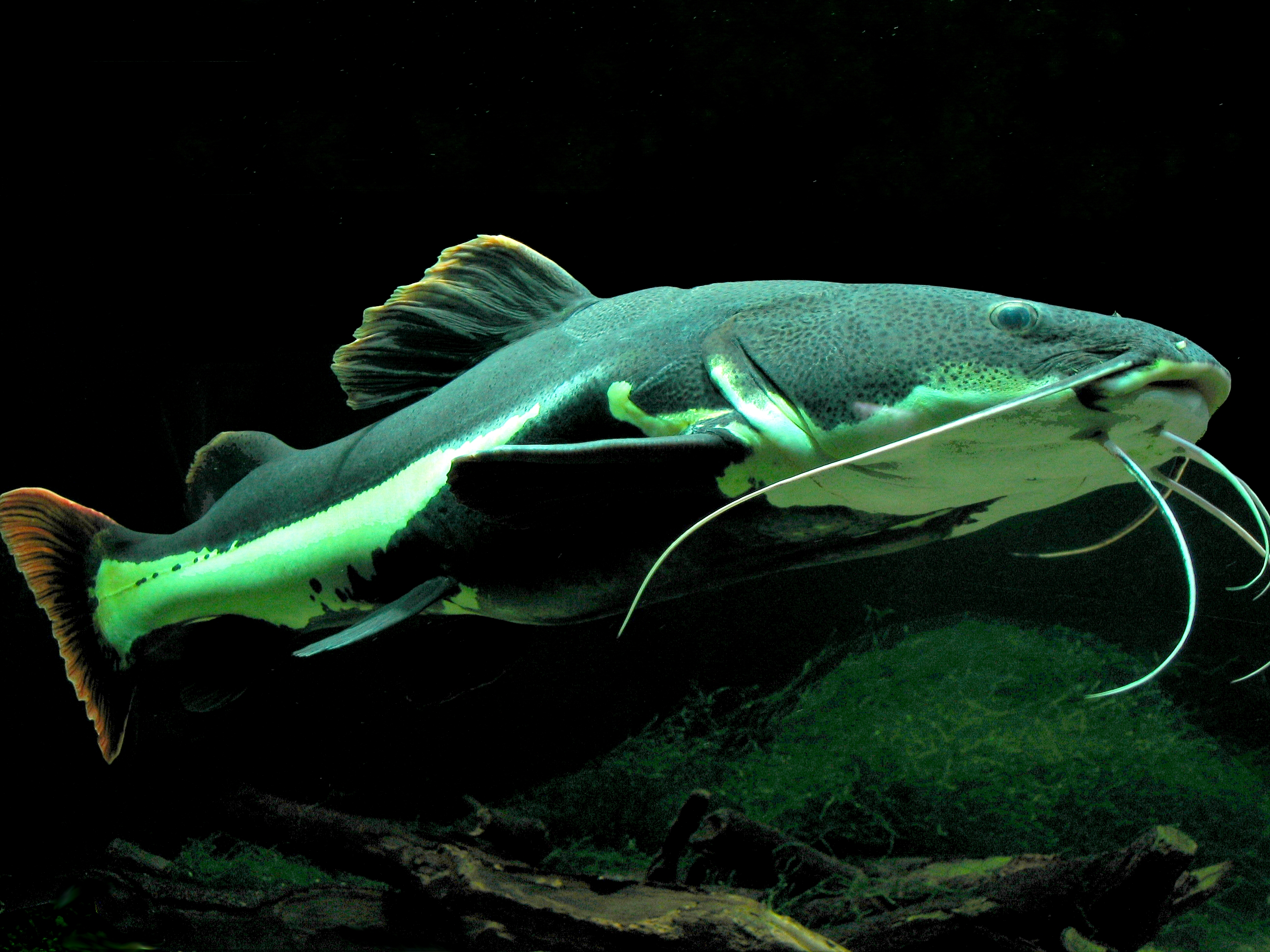
Phractocephalus hemioliopterus is een vis.

| Strepen | Traditioneel Karakter                                                                                             | Vereenvoudigd Karakter                          |
| ------- | --- | ----------------------------------------------- |
| + 0     | 魚 | 鱼                                              |
| + 1     | 䰲 |                                                 |
| + 2     | 魛 魜 魝 魞 | 鱽                                              |
| + 3     | 䰴 䰵 䰶 魟 魠 魡 魢                                                                                              | 鱾                                              |
| + 4     | 䰻 䰽 䰾 魣 魤 魥 魦 魧 魨 魩 魪 魫 魬 魭 魮 魯 魰 魱 魲 魳 魴 魵 魶 魷 魸 魹 魯                                  | 鱿 鲀 鲁 鲂 鲃                                  |
| + 5     | 䱀 䱁 䱃 䱅 䲟 魺 魻 魼 魽 魾 魿 鮀 鮁 鮂 鮃 鮄 鮅 鮆 鮇 鮈 鮉 鮊 鮋 鮌 鮍 鮎 鮏 鮐 鮑 鮒 鮓 鮔 鮕 鮖 鮗 鮘 鮣    | 鲄 鲅 鲆 鲇 鲈 鲉 鲊 鲋 鲌 鲍 鲎 鲏 鲐          |
| + 6     | 鮙 鮚 鮛 鮜 鮝 鮞 鮟 鮠 鮡 鮢 鮤 鮥 鮦 鮧 鮨 鮩 鮪 鮫 鮬 鮭 鮮 鮯 鮰 鮱 鮲 鮳 鮴 鮺                               | 鲑 鲒 鲓 鲔 鲕 鲖 鲗 鲘 鲙 鲚 鲛 鲜 鲝 鲞 鲟    |
| + 7     | 鮵 鮶 鮷 鮸 鮹 鮻 鮼 鮽 鮾 鮿 鯀 鯁 鯂 鯃 鯄 鯅 鯆 鯇 鯈 鯉 鯊 鯋 鯌 鯍 鯎 鯏 鯐 鯑 鯒 鯓                         | 鲠 鲡 鲢 鲣 鲤 鲥 鲦 鲧 鲨 鲩 鲪 鲫 鲬          |
| + 8     | 鯔 鯕 鯖 鯗 鯘 鯙 鯚 鯛 鯜 鯝 鯞 鯟 鯠 鯡 鯢 鯣 鯤 鯥 鯦 鯧 鯨 鯩 鯪 鯫 鯬 鯭 鯮 鯯 鯰 鯱 鯲 鯳 鯴 鯵 鯻          | 鲭 鲮 鲯 鲰 鲱 鲲 鲳 鲴 鲵 鲶 鲷 鲸 鲹 鲺 鲻    |
| + 9     | 鯶 鯷 鯸 鯹 鯺 鯼 鯽 鯾 鯿 鰀 鰁 鰂 鰃 鰄 鰅 鰆 鰇 鰈 鰉 鰊 鰋 鰌 鰍 鰎 鰏 鰐 鰑 鰒 鰓 鰔 鰕 鰖 鰗 鰘 鰙 鰚 鰛 鰠 | 䲡 鲼 鲽 鲿 鳀 鳁 鳂 鳃 鳄 鳅 鳆 鳇 鳈 鳉 鳊 鳋 |
| + 10    | 䱷 䲢 䲣 鰜 鰝 鰞 鰟 鰡 鰢 鰣 鰤 鰥 鰦 鰧 鰨 鰩 鰪 鰫 鰬 鰭 鰮 鰯 鰰                                              | 鲾 鳌 鳍 鳎 鳏 鳐 鳑 鳒                         |
| + 11    | 鰱 鰲 鰳 鰴 鰵 鰶 鰷 鰸 鰹 鰺 鰻 鰼 鰽 鰾 鰿 鱀 鱁 鱂 鱃 鱄 鱅 鱆 鱇 鱈                                           | 鳓 鳔 鳕 鳖 鳗 鳘 鳙 鳚 鳛 鷠                   |
| + 12    | 鱉 鱊 鱋 鱌 鱍 鱎 鱏 鱐 鱑 鱒 鱓 鱔 鱕 鱖 鱗 鱘 鱙 鱚 鱛                                                          | 鳜 鳝 鳞 鳟                                     |
| + 13    | 鱜 鱝 鱞 鱟 鱠 鱡 鱢 鱣 鱤 鱥 鱦 鱧 鱩 鱪 鱫                                                                      | 鳠 鳡 鳢 鳣                                     |
| + 14    | 鱨 鱬 鱭 鱮 鱯 鱰                                                                                                 | 鳤                                              |
| + 15    | 鱱 鱲 鱳 鱴 鱵 鱶                                                                                                 |                                                 |
| + 16    | 鱷 鱸 |                                                 |
| + 18    | 鱹 |                                                 |
| + 19    | 鱺 |                                                 |
| + 22    | 鱻 |                                                 |

Orakelbotkarakter
Bronskarakter
Groot zegelkarakter
Klein zegelkarakter